# Corsica (Pennsylvania)
Corsica is een plaats (borough) in de Amerikaanse staat Pennsylvania, en valt bestuurlijk gezien onder Jefferson County. Er bevindt zich een Gereformeerde Gemeente (Netherlands Reformed Congregation) met 225 leden in 2013.

## Demografie
Bij de volkstelling in 2000 werd het aantal inwoners vastgesteld op 354. In 2006 is het aantal inwoners door het United States Census Bureau geschat op 339, een daling van 15 (-4,2%).

## Geografie
Volgens het United States Census Bureau beslaat de plaats een oppervlakte van 1,2 km², geheel bestaande uit land. Corsica ligt op ongeveer 488 m boven zeeniveau.

## Plaatsen in de nabije omgeving
De onderstaande figuur toont nabijgelegen plaatsen in een straal van 20 km rond Corsica.